# UNIL-Chamberonne (métro de Lausanne)
Pour les articles homonymes, voir UNIL (homonymie), Chamberonne (homonymie) et Dorigny.
UNIL-Chamberonne est une station de métro de la ligne M1 du métro de Lausanne. Initialement appelée UNIL-Dorigny, elle est située route de la Chamberonne à Chavannes-près-Renens, à l'ouest de l'agglomération lausannoise, dans le canton de Vaud. Elle dessert notamment l'est de l'université de Lausanne.
Mise en service en 1991, c'est une station accessible aux personnes à mobilité réduite.

## Situation sur le réseau
Établie à 388 mètres d'altitude, la station UNIL-Chamberonne est établie au point kilométrique (PK) 3,650 de la ligne M1 du métro de Lausanne, entre les stations Bourdonnette (direction Lausanne-Flon) et UNIL-Mouline (direction Renens-Gare) et, la ligne étant à voie unique, elle sert de point de croisement.

## Histoire
Comme toute la ligne, les travaux de construction de la station débutent en 1988 et elle est mise en service le 2 juin 1991, lors de l'ouverture à l'exploitation de la ligne M1. Son nom a pour origine à la fois l'acronyme de l'université de Lausanne (UNIL) qu'elle dessert et de la rivière qui traverse le campus. C'est une station sur un seul niveau, construite au niveau du sol le long de la route.
Inaugurée sous le nom UNIL-Dorigny, elle prend son nom actuel, UNIL-Chamberonne, le 3 juillet 2017, le quartier voisin de Dorigny à Chavannes-près-Renens ayant changé de nom officiel au profit de Chamberonne.
La station est rénovée entre juillet et août 2017, avec notamment la pose d'un nouveau mobilier.

## Service des voyageurs

### Accès et accueil
La station est construite sur le flanc sud de la route de la Chamberonne et est accessible de plain pied. Cette configuration ne nécessite donc ni ascenseurs ni escaliers mécaniques, et lui permet d'être accessible aux personnes à mobilité réduite. Elle dispose de deux quais, encadrant les deux voies.

### Desserte
La station UNIL-Chamberonne est desservie tous les jours de la semaine, la ligne fonctionnant de 5 h 15 à 0 h 45 du matin (à partir de 5 h 50 les dimanches et fêtes) environ, par l'ensemble des circulations qui parcourent la ligne. Les fréquences varient entre 5 et 15 minutes selon le jour de la semaine,. La station est fermée en dehors des heures de service de la ligne.

### Intermodalité
La station n'est desservie par aucune autre ligne de transport en commun.

### Encyclopédie spécialisée
- [DEHA97] Michel Dehanne, Michel Grandguillaume, Gérald Hadorn, Sébastien Jarne, Jean-Louis Rochaix et Annette Rochaix, Voies normales privées du Pays de Vaud, Lausanne, BVA, 1997 (ISBN 2-88125-010-6)